# El Mabrouk, Hodh Ech Chargui
El Mabrouk este o comună din departamentul Néma, Regiunea Hodh Ech Chargui, Mauritania, cu o populație de 4.248 locuitori.